# Nisia serrata
Nisia serrata är en insektsart som beskrevs av Tsaur 1989. Nisia serrata ingår i släktet Nisia och familjen Meenoplidae. Inga underarter finns listade i Catalogue of Life.